# House Peters
House Peters, nato Robert House Peters (Bristol, 12 marzo 1880 – Woodland Hills, 7 dicembre 1967), è stato un attore inglese.

## Filmografia

### Attore
- In the Bishop's Carriage, regia di J. Searle Dawley e Edwin S. Porter (1913)
- Chelsea 7750, regia di J. Searle Dawley (1913)
- An Hour Before Dawn, regia di J. Searle Dawley (1913)
- The Port of Doom, regia di J. Searle Dawley (1913)
- Leah Kleschna, regia di J. Searle Dawley (1913)
- A Lady of Quality, regia di J. Searle Dawley (1913)
- The Pride of Jennico, regia di J. Searle Dawley (1914)
- Clothes, regia di Francis Powers (1914)
- The Brute, regia di Thomas N. Heffron (1914)
- Salomy Jane, regia di Lucius Henderson e William Nigh (1914)
- Mrs. Wiggs of the Cabbage Patch, regia di Harold Entwistle (1914)
- La fanciulla del West (The Girl of the Golden West), regia di Cecil B. DeMille (1915)
- Mignon, regia di Alexander E. Beyfuss (1915)
- The Warrens of Virginia, regia di Cecil B. DeMille (1915)
- The Unafraid, regia di Cecil B. DeMille (1915)
- The Captive, regia di Cecil B. DeMille (1915)
- Stolen Goods, regia di George Melford (1915)
- Between Men, regia di William S. Hart (1915)
- The Winged Idol, regia di Scott Sidney (1915)
- The Great Divide, regia di Edgar Lewis (1915)
- The Hand of Peril, regia di Maurice Tourneur (1916)
- The Closed Road, regia di Maurice Tourneur (1916)
- The Rail Rider, regia di Maurice Tourneur (1916)
- The Velvet Paw, regia di Maurice Tourneur (1916)
- Happiness of Three Women, regia di William Desmond Taylor (1916)
- As Men Love, regia di E. Mason Hopper (1917)
- The Lonesome Chap, regia di Edward J. Le Saint (1917)
- The Highway of Hope, regia di Howard Estabrook (1917)
- Heir of the Ages, regia di Edward J. Le Saint (1917)
- The Forfeit
- Thunderbolts of Fate, regia di Edward Warren (1919)
- You Never Know Your Luck, regia di Frank Powell (1919)
- The Great Redeemer, regia di Clarence Brown, Maurice Tourneur (1920)
- La carovana della sete (The Leopard Woman), regia di Wesley Ruggles (1920)
- La sfinge bianca (Isobel or The Trail's End), regia di Edwin Carewe (1920)
- Silk Husbands and Calico Wives, regia di Alfred E. Green (1920)
- Lying Lips, regia di John Griffith Wray (1921)
- The Invisible Power, regia di Frank Lloyd (1921)
- The Man from Lost River, regia di Frank Lloyd (1921)
- The Storm, regia di Reginald Barker (1922)
- Human Hearts, regia di King Baggot (1922)
- Rich Men's Wives, regia di Louis J. Gasnier (1922)
- Il supplizio del tam-tam (Lost and Found on a South Sea Island), regia di R.A. Walsh (Raoul Walsh) (1923)
- Don't Marry for Money, regia di Clarence Brown (1923)
- Held to Answer, regia di Harold M. Shaw (1923)
- The Tornado, regia di King Baggot (1924)
- L'uomo del mare (Head Winds), regia di Herbert Blaché (1925)
- Raffles, regia di King Baggot (1925)
- The Storm Breaker, regia di Edward Sloman (1925)
- Counsel for the Defense, regia di Burton L. King (1925)
- The Combat, regia di Lynn Reynolds (1926)
- Prisoners of the Storm, regia di Lynn Reynolds (1926)
- Rose-Marie, regia di Lucien Hubbard (1928)
- The Old West, regia di George Archainbaud (1952)
- La giostra umana (O. Henry's Full House) (1952)
- Il tesoro dei condor (Treasure of the Golden Condor), regia di Delmer Daves (1953)
- Song in the Night episodio della serie tv The Fisher Family (1961)

### Film o documentari dove appare House Peters
- Screen Snapshots, Series 3, No. 16
- The City of Stars
- A Tour of the Thomas Ince Studio, regia di Hunt Stromberg (1924)